# Acanthovalva inconspicuaria
Acanthovalva inconspicuaria is een vlinder van de familie van de spanners (Geometridae). De wetenschappelijke naam van deze soort is voor het eerst voorgesteld als Geometra inconspicuaria door Jacob Hübner in een publicatie uit 1819.

## Verspreiding
De soort komt voor in:
- het Palearctisch gebied waaronder Portugal, Spanje (vasteland, Balearen), Marokko, Algerije, Griekenland (vasteland en Kreta), Cyprus, Turkije, Syrië, Libanon, Israël, Jordanië en Iran
- het Afrotropisch gebied waaronder Senegal, Gambia, Niger, Soedan, Ethiopië, Somalië, Oeganda, Kenia, Tanzania, Angola, Zambia, Malawi, Mozambique, Namibië, Botswana, Zimbabwe, Zuid-Afrika, Eswatini, Jemen.

## Waardplanten
In het noordelijk deel van zijn verspreidingsgebied leeft de rups leeft op Osyris alba (Santalaceae).